# 검은자라
검은자라(Black softshell turtle) 또는 보스타미자라(Bostami turtle)는 이전에는 공작자라속에 속한 것으로 분류되었으나, 현재는 독립된 담수성 자라 종으로 인정된다. 이 종은 인도 (아삼주와 트리푸라주)와 방글라데시 (치타공과 실렛구)에 서식한다. 오랫동안 이 자라는 인도자라 또는 인도공작자라의 근친 교배 개체로 여겨졌지만, 후자와 가까운 친척이지만 별개의 종이다.
1800년대에는 이 자라들이 하즈라트 바예지드 보스타미에 의해 이란에서 치타공의 성지 연못으로 옮겨졌다고 믿어졌다. 그가 이 연못으로 데려온 자라들은 신성한 존재로 여겨졌으며, 지역 주민들로부터 존경을 받았다. 또한, 이 자라들과 관련된 지역 전설에 따르면 이들은 한때 이슬람 신화 속 존재인 진이었다고도 전해진다. 이 종은 2002년 국제자연보전연맹(IUCN)에 의해 한때 멸종된 것으로 선언되었으나, 이후 인도 아삼 주에 위치한 하야그리바 마다바 사원의 연못과 트리푸라주 우다이푸르에 위치한 트리푸라 순다리 사원의 칼리안 사가르 호수에서 여전히 생존하고 있음이 확인되었다. 보전 노력과 종 보호 조치 덕분에 오늘날 일부 검은자라는 야생에서도 발견되고 있으며, 과학자들과 환경 생물학자들은 이 멸종위기종과 그들의 자연 서식지를 보존하기 위해 지속적으로 힘쓰고 있다. 이 종의 미토콘드리아 유전체는 거북목에 속한 다른 19개 종과의 유연관계를 보여준다. 검은자라는 버마공작자라의 자매종으로 분류된다.

## 생태학

### 외모
검은자라는 일반적인 자라와 비교했을 때 눈에 띄게 다른 외형을 가지고 있다. 이 자라는 다른 부드러운 껍질 자라들과 마찬가지로 반유연성 껍질을 가지고 있으며, 일반적인 단단한 껍질 자라보다 움직임을 방해하는 정도가 적다. 검은자라는 또한 매우 독특한 코와 얼굴을 가지고 있으며, 코에서 튀어나온 튜브 모양의 구조물이 스노클처럼 기능한다. 이 자라의 인대는 일반적인 바다거북이나 땅거북과는 다르게 손과 같은 구조의 물갈퀴가 있는 형태로 매우 뚜렷하다. 다른 자라들처럼 바다거북은 더 넓은 팔을 가지고 있는 반면, 이 자라의 팔은 물갈퀴 형태이다. 자라의 부드러운 껍질은 몸에서 많이 튀어나오지 않으며, 보통 색상이나 디자인이 거의 없는 다소 단단해 보이는 형태로 나타난다. 검은자라의 피부는 보통 검은색이나 짙은 갈색을 띠지만, 자라의 머리와 인대에 흰색 또는 노란색 반점이 나타나는 경우도 있다.

### 수명 및 사망률
검은자라의 최고 기록 나이는 해당 지역에 사는 사람들에 의해 결정되었으며, 가장 오래된 자라는 약 150세로 추정된다. 그러나 이 종은 초기 생애에서 높은 사망률을 보이며, 알의 94%는 부화할 수 없는 것으로 나타났다. 평균 알 한 묶음 크기는 20개로, 이는 두 마리의 짝짓기한 자라마다 약 한 개의 알만이 살아남을 수 있음을 의미한다.

### 먹이
이 종은 매우 제한된 지역에서 높은 인간 활동이 이루어지는 곳에 존재하며, 이로 인해 방문객들에게 먹이를 의존하게 되었다. 방문객들은 곡물, 과일, 다양한 육류 제품을 섞어 자라에게 먹이를 제공한다. 이러한 직접적인 먹이 제공은 자라들이 사람들에게 의존하게 만들었고, 이 종은 더 이상 사냥할 필요가 없게 되었다. 이로 인해 이 종의 자연적인 식단을 파악하기 어려워졌다. 그러나 사람들로부터 제공되는 음식을 섭취할 수 있기 때문에, 이들의 식단은 같은 속에 속하는 다른 종들과 비교될 수 있다. 이 자라는 잡식성으로, 식물과 작은 동물들 (예: 물고기와 벌레 등)을 먹는다.

### 번식
검은자라는 난태생 동물로, 알을 낳아 새끼를 부화시킨다. 자라는 성장 속도가 느리며, 수컷은 4년째에 번식할 준비가 된다. 암컷은 성숙하는 데 7년에서 9년까지 걸린다. 알무더기는 거북이가 낳은 알들의 집합체를 의미하며, 암컷 검은자라는 한 번에 10개에서 38개의 알을 낳을 수 있다. 새끼 검은자라는 92일에서 108일 동안 알 안에서 성장한 후 부화한다. 최근 이 종은 멸종위기에 처해 있어 부화율이 감소하고 있다.

## 서식지
원래 브라마푸트라강 하류가 원산지인 검은자라의 유일하게 신뢰할 수 있는 개체군은 치타공의 바야지드 보스타미 신사의 인공 연못에서 발견된 이 종의 개체들로, 이들은 생존을 위해 인간에 의존하고 있다. 지역 주민들과 숭배자들 사이에서 검은자라를 마자리(무덤의 주민)라고 부르며, 이 신사의 개체들이 최초의 과학적 설명에 사용되었다.

## 행동

### 동면
부드러운 껍질을 가진 자라는 늦가을부터 봄까지 겨울잠을 자는 특징이 있다. 이들은 강이나 호수 바닥의 진흙 속에 자신을 묻는다. 이 기간 동안 음식은 산소만큼 중요한 요소는 아니며, 산소는 정상보다 적은 양만 필요하다. 자라는 "인두 호흡"이라는 기법을 사용한다. 이는 물을 목 (인두) 속으로 들이마시고 내뱉으며, 그 안에 미세혈관이 있는 미세 융모들이 있어 더 많은 산소를 흡수할 수 있는 넓은 표면적을 제공한다.